# Louis Richelieu
Louis Richelieu, francoski maršal, * 1696, † 1788.